# Delegació del Govern d'Espanya a la Regió de Múrcia
La Delegació del Govern a la Regió de Múrcia és l'organisme de l'Administració Pública d'Espanya, dependent de la Secretaria d'Estat de Política Territorial, pertanyent al Ministeri de Política Territorial i Funció Pública, encarregat d'exercir la representació del Govern d'Espanya en la comunitat autònoma de la Regió de Múrcia.

## Seu
La seu de la Delegació es troba a l'avinguda d'Alfonso X el Sabio, 6 de Múrcia.

## Delegats
| Dates del mandat | Dates del mandat | Delegat                         | Partit | Partit |
| ---------------- | ---------------- | ------------------------------- | ------ | ------ |
| 10.09.1982       | 22.12.1982       | Avelino Caballero Díaz          |        | UCD    |
| 22.12.1982       | 23.09.1988       | Eduardo Ferrera Ketterer        |        | PSOE   |
| 23.09.1988       | 22.12.1989       | Juan Manuel Eguiagaray Ucelay   |        | PSOE   |
| 06.01.1990       | 27.06.1994       | Concepción Sáenz Laín           |        | PSOE   |
| 27.06.1994       | 17.05.1996       | Eugenio Faraco Munuera          |        | PP     |
| 17.05.1996       | 30.01.2004       | José Joaquín Peñarrubia Agius   |        | PP     |
| 30.01.2004       | 30.04.2004       | Francisco Marqués Fernández     |        | PSOE   |
| 30.04.2004       | 16.05.2008       | Ángel González Hernández        |        | PSOE   |
| 16.05.2008       | 30.12.2011       | Rafael González Tovar           |        | PSOE   |
| 30.12.2011       | 12.06.2015       | Joaquín Bascuñana García        |        | PP     |
| 24.07.2015       | 11.11.2017       | Antonio Sánchez-Solís de Querol |        | PP     |
| 11.11.2017       | 19.06.2018       | Francisco Bernabé               |        | PP     |
| 19.06.2018       | En el càrrec     | Diego Conesa                    |        | PSOE   |

## Funcions
L'organisme està dirigit per un delegat, nomenat pel Govern, les funcions del qual, segons l'article 154 de la Constitució espanyola, són les de dirigir l'Administració de l'Estat al territori de la Comunitat Autònoma i la coordinarà, quan escaigui, amb l'administració pròpia de la Comunitat.